# St. Joseph (Missouri)
St. Joseph is een plaats (city) in de Amerikaanse staat Missouri, en valt bestuurlijk gezien onder Buchanan County.

## Demografie
Bij de volkstelling in 2000 werd het aantal inwoners vastgesteld op 73.990. In 2019 werd het aantal geschat op 74.875.

## Geografie
Volgens het United States Census Bureau beslaat de plaats een oppervlakte van
115,2 km², waarvan 113,5 km² land en 1,7 km² water.

## Plaatsen in de nabije omgeving
De onderstaande figuur toont nabijgelegen plaatsen in een straal van 20 km rond St. Joseph.

## Geboren
- Nellie Tayloe Ross (1876–1977), gouverneur van Wyoming, eerste vrouwelijke Amerikaanse gouverneur
- Norbert Brodine (1896-1970), fotograaf en filmer
- Walter Cronkite (1916-2009), journalist en nieuwslezer
- Ruth Warrick (1916-2005), actrice
- Shere Hite (1942-2020), Amerikaans-Duitse seksvoorlichtster en feministe
- Steve Walsh (1951), zanger, keyboardspeler en songwriter
- Eminem (1972), rapper, producer en acteur